# Le Taillan-Médoc
Le Taillan-Médoc (okzitanisch: Lo Talhan de Medòc) ist eine französische Gemeinde mit 10.966 Einwohnern (Stand: 1. Januar 2022) im Département Gironde in der Region Nouvelle-Aquitaine. Die Gemeinde liegt im Arrondissement Bordeaux und gehört zum Kanton Saint-Médard-en-Jalles. Die Einwohner werden Taillanais genannt.

## Lage
Le Taillan-Médoc liegt nordwestlich von Bordeaux an den Flüssen Jalle und Cagaréou. 
Umgeben wird Le Taillan-Médoc von den Nachbargemeinden Le Pian-Médoc im Norden, Blanquefort im Osten, Eysines im Südosten, Le Haillan im Süden, Saint-Médard-en-Jalles im Südwesten und Saint-Aubin-de-Médoc im Westen. 

## Bevölkerungsentwicklung
- 1962: 01.652
- 1968: 02.778
- 1975: 04.038
- 1982: 05.124
- 1990: 06.815
- 1999: 07.885
- 2006: 08.668
- 2017: 10.096

## Sehenswürdigkeiten

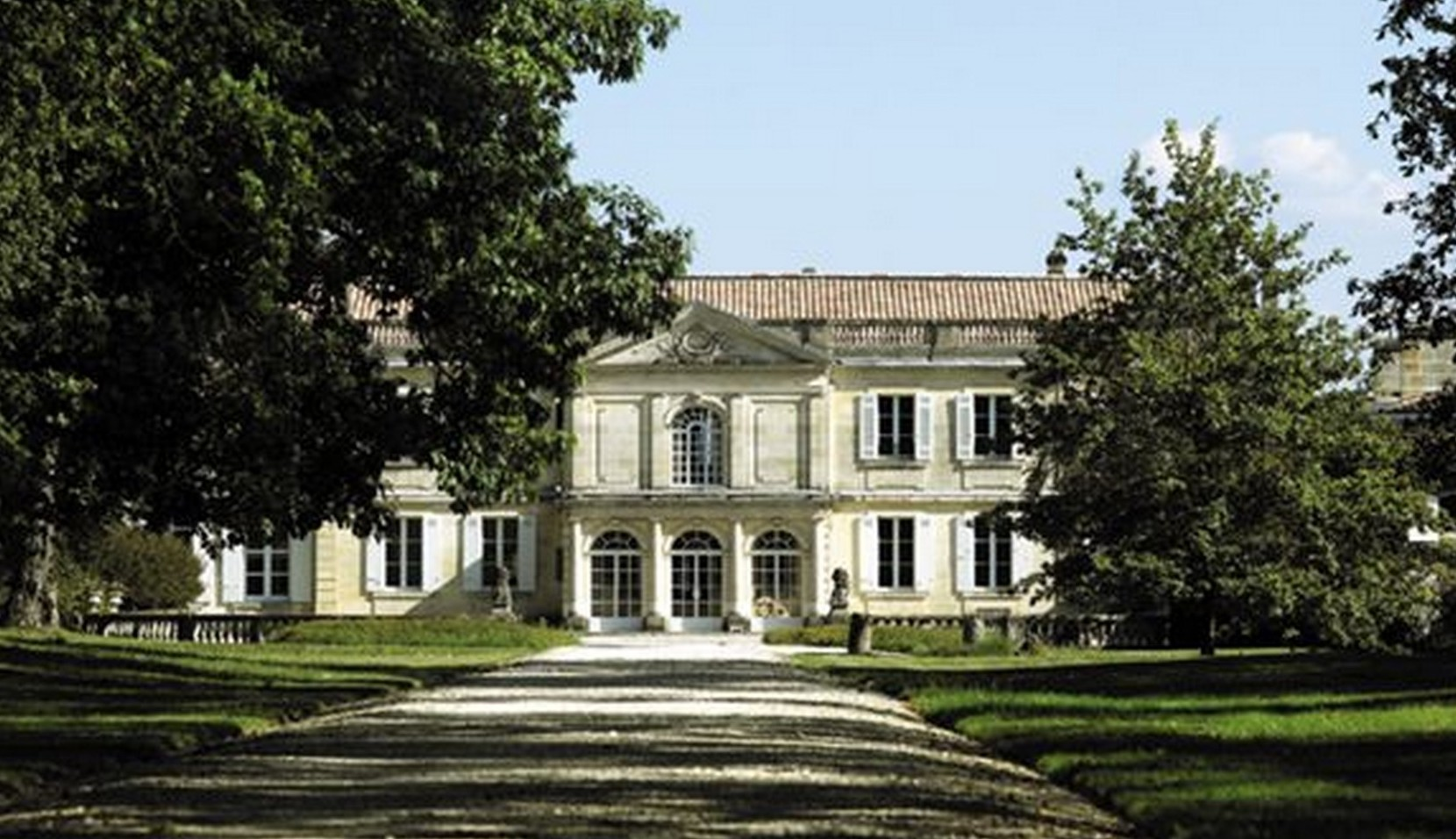
Château de la Dame Blanche

- Château du Taillan aus dem 18. Jahrhundert
- Die Mühlen am Jalle
- Der Aquädukt über den Thil
- Château de la Dame Blanche, seit 1964 Monument historique
- Château de Bussaguet, aus dem 16. Jahrhundert
- Château du Lout
- Château de Lagorce

## Gemeindepartnerschaft
Die Gemeinde pflegt seit 2001 eine Partnerschaft mit Castelnuovo Berardenga, Provinz Siena (Toskana), Italien.

## Persönlichkeiten
- Étienne de La Boétie (1530–1563), Richter und Autor
- Jean Roger-Ducasse (1873–1954), Komponist